# Stephano (måne)
Stephano er en af planeten Uranus' måner: Den blev opdaget den 18. juli 1999 af et hold astronomer under ledelse af Brett J. Gladman, og fik lige efter opdagelsen den midlertidige betegnelse S/1999 U 2. Senere har den Internationale Astronomiske Union vedtaget at opkalde den efter den fordrukne butler i William Shakespeares skuespil The Tempest. Månen Stephano kendes desuden også under betegnelsen Uranus XX (XX er romertallet for 20).